# Прјула-Колфоско (Тревизо)
Прјула-Колфоско је насеље у Италији у округу Тревизо, региону Венето.
Према процени из 2011. у насељу је живело 6743 становника. Насеље се налази на надморској висини од 65 м.